# Boutaleb (Algérie)
Pour les articles homonymes, voir Boutaleb.
Boutaleb est une commune de la wilaya de Sétif en Algérie.

## Géographie
Située à une altitude de 860 mètres la ville de Boutaleb est tout proche des Aurès, elle possède un climat semi-aride sec et les hivers peuvent être très froids.

Les communes voisines de Boutaleb sont Hamma, Rasfa, Salah Bey et Djezzar.

## Histoire
Boutaleb et ses alentours est d'origine numide et faisait partie du royaume des Messasyliens en l'an -225.
C'est dans cette région autour de Sétif que le 8 mai 1945 qu'une série d'émeutes nationalistes réprimées dans le sang par les autorités coloniales françaises éclata.(Massacre de Sétif, Guelma et Kherrata).
Contrairement à de nombreuses communes de la région de Sétif comme Salah Bey (anciennement Pascal en mémoire de Blaise Pascal) elle a toujours eu le même nom même après l’indépendance de 1962.